# تدوير البولي فينيل
تدوير البولي فينيل هي عملية تدوير البلاستيك للحصول على البولي فينيل كلوريد. وتقوم العملية على أساس الانحلال من أجل فصل مادة البولي فينيل كلوريد عن المواد الأخرى.

## الخلفية التاريخية
تظهر قضية رئيسية عند الحديث عن إعادة تدوير نفايات البولي فينيل كلوريد (PVC)، ألا وهي مدى نقاء المادة المعاد تدويرها؛ ففي معظم المواد المركبة، يوجد البولي فينيل كلوريد بين العديد من المواد الأخرى. لتصنيع منتجات جديدة من البولي فينيل كلوريد المعاد تدويره، فمن الضروري أن يتم فصله عن مواد مثل الخشب والمعدن والنسيج ...إلخ. وفي هذا الصدد، لا تكفي الطرق العادية لإعادة التدوير، كما أنها مرتفعة التكلفة لأن هذا الفصل يتم يدويًا وعلى أساس منتج يليه منتج.
في عملية تدوير البولي فينيل، يتم فصل البولي فينيل كلوريد عن المواد الأخرى من خلال الانحلال والترشيح والفصل عن الملوثات. في تلك العملية، يتم استخدام مذيب في حلقة مغلقة من أجل استخراج البولي فينيل كلوريد من النفايات، وهو ما يتيح إمكانية إعادة تدوير نفايات البولي فينيل كلوريد والتي عادة ما يتم حرقها أو رميها في مكب النفايات.

## العملية
تتكون هذه العملية من الخطوات التالية:
1. المعالجة المسبقة: حيث يتم تنظيف النفايات البلاستيكية وطحنها وخلطها
2. الانحلال: يتم استخدام مذيب معين ليقوم بحل مركب البولي فينيل كلوريد بشكل انتقائي في حلقة مغلقة
3. الترشيح: تتم إزالة الشوائب من خلال الترشيح ويمكن حلها – ثم يتم فصلها حسب نوع المادة عن طريق الترشيح والطرد المركزي والتصفيق. وبعد الفصل، يتم غسل المواد الثانوية بمذيب نقي لحل جميع مركبات البولي فينيل كلوريد المتبقية
4. ترسيب مركب: البولي فينيل كلوريد المتجدد: تتم استعادة محلول البولي فينيل كلوريد في خزان ترسيب حيث يتم حقن البخار لتبخير المذيب وترسيب البولي فينيل كلوريد. ويتم فصل البولي فينيل كلوريد في شكل ماء سائل.[3][4]
5. التجفيف: بعد استعادة الماء الزائد من الطين ويذهب البولي فينيل كلوريد الرطب إلى المجفف.

يصنع من مركب البولي فينيل كلوريد المعاد تدويره الأغطية العازلة للماء ورقائق الأحواض ونعال الأحذية والخراطيم والأنفاق الغشائية والمنسوجات المطلية ورقائق البولي فينيل كلوريد. وهذه محاولة لحل مشكلة النفايات المعاد تدويرها من منتجات البولي فينيل كلوريد.

## الأهمية البيئية
تتميز الطاقة الأولية اللازمة لإنتاج البولي فينيل كلوريد المعاد تدويره بأنها أقل بنسبة 46 في المائة من منتجات البولي فينيل كلوريد التقليدية، كما أن الانبعاثات الحرارية أقل بنسبة 39 في المائة.
تم اختيار عملية تدوير البولي فينيل من أجل إعادة تدوير الأغطية المستخدمة في العديد من الأماكن المؤقتة في أوليمبيات لندن 2012. فقد تم تفكيك أغطية السقف في كل من الاستاد الأوليمبي وملعب كرة الماء ومركز الألعاب المائية في لندن وثكنات سلاح المدفعية الملكي وإعادة تدويرها عن طريق عملية تدوير البولي فينيل.
وكما كنا نفعل من قبل مع المواد مثل الخشب والخرسانة، نريد استغلال فرصة استضافة لندن لدورة الألعاب الأولمبية 2012 للعمل مع الصناعة لوضع معايير جديدة، وفي هذه الحالة، قد يساعد ذلك على نقل الصناعة نحو تصنيع أكثر استدامة، واستخدام المنسوجات المصنوعة من البولي فينيل كلوريد.
 دان إبشتاين، رئيس التنمية المستدامة في هيئة تسليم الملاعب الأولمبية (ODA)